# Waldbredimus
Waldbredimus é uma comuna do Luxemburgo, pertence ao distrito de Grevenmacher e ao cantão de Remich.

## Demografia
Dados do censo de 15 de fevereiro de 2001:
- população total: 847
  - homens: 403
  - mulheres: 444
- densidade: 67,38 hab./km²
- distribuição por nacionalidade:

| Nacionalidade  | População | %      |
| -------------- | --------- | ------ |
| luxemburgueses | 591       | 69,78% |
| estrangeiros   | 256       | 30,22% |
| - portugueses  | 23        | 2,72%  |
| - franceses    | 24        | 2,83%  |
| - italianos    | 20        | 2,36%  |
| - belgas       | 19        | 2,24%  |
| - alemães      | 45        | 5,31%  |
| - iuguslavos   | 34        | 4,01%  |
| - outros       | 91        | 10,74% |

- Crescimento populacional:

| Ano        | População |
| ---------- | --------- |
| 15/02/2001 | 847       |
| 01/01/2002 | 841       |
| 01/01/2003 | 859       |
| 01/01/2004 | 877       |
| 01/01/2005 | 853       |